# You Can't See Me
You Can't See Me es el álbum debut del luchador de la WWE John Cena y su primo Tha Trademarc. Lanzado el 10 de mayo de 2005, debutó en el #15 del Billboard 200 con más de 43.000 copias vendidas en la primera semana que se publicó. En el Reino Unido, alcanzó el puesto #103 en el Top 200 Albums Chart.
Cuenta con la aparición especial del rapero de Boston, Esoteric en una pista y Bumpy Knuckles en varias. La carátula se basa en el Campeonato de la WWE personalizado de Cena, mientras que el título viene de su popular eslogan. Vendió 1.346.000 unidades hasta el 8 de octubre de 2010.

## Lista de canciones
- Todas las canciones fueron escritas por John Cena y Marc Predka y producidas por Chaos y Order (también conocidos como James McEwan y Todd Spadafore), salvo las que se indican.

| #  | Título                               | Escritor(es)                                           | Producer(s)                                       | Duración |
| -- | ------------------------------------ | ------------------------------------------------------ | ------------------------------------------------- | -------- |
| 1  | The Time is Now                      | John Cena & Marc Predka                                | Jake Dutton (aka Jake One)                        | 2:58     |
| 2  | Don't Wanna Fuck With Us             | John Cena & Marc Predka                                | Eli Nachowitz aka Eligh                           | 3:24     |
| 3  | Flow Easy (feat. Bumpy Knuckles)     | Cena, Predka, Freddie Foxxx; Produced By Hidden Agenda | Hidden Agenda                                     | 3:47     |
| 4  | Right Now                            | John Cena & Marc Predka                                | James McEwan & Todd Spadafore (aka Chaos & Order) | 3:47     |
| 5  | Make it Loud                         | John Cena & Marc Predka                                | Chaos & Order                                     | 4:20     |
| 6  | Just Another Day                     | John Cena & Marc Predka                                | Jake One                                          | 3:58     |
| 7  | Summer Flings                        | Cena, Predka, R. DeBona                                | Chaos & Order                                     | 3:35     |
| 8  | Keep Frontin' (feat. Bumpy Knuckles) | Cena, Predka, Foxxx                                    | Hidden Agenda                                     | 4:13     |
| 9  | We Didn't Want You to Know           | John Cena & Marc Predka                                | Jake One                                          | 4:16     |
| 10 | Bad, Bad Man (feat. Bumpy Knuckles)  | Cena, Predka, Foxxx                                    | Chaos & Order                                     | 3:31     |
| 11 | Running Game                         | John Cena & Marc Predka                                | Chaos & Order                                     | 3:52     |
| 12 | Beantown (feat. Esoteric)            | Cena, Predka, Seamus Ryan                              | Chaos & Order                                     | 3:47     |
| 13 | This is How We Roll                  | John Cena & Marc Predka                                | Chaos & Order                                     | 4:09     |
| 14 | What Now                             | John Cena & Marc Predka                                | Chaos & Order                                     | 4:30     |
| 15 | Know the Rep                         | Cena, Predka, Foxxx                                    | Jake One                                          | 2:59     |
| 16 | Chain Gang is the Click              | John Cena & Marc Predka                                | Chaos & Order                                     | 3:52     |
| 17 | If it All Ended Tomorrow             | Juan Gotti                                             | Chaos & Order                                     | 4:30     |

## Videos
- "Bad, Bad Man" - Una parodia de la cultura de 1980, centrándose en la serie de televisión The A-Team; protagonizada por Gary Coleman e imitadores de Michael Jackson, Madonna, entre otras celebridades. Este video aparece en el DVD, Judgment Day 2005.
- "Right Now" - El video fue filmado en West Newbury, Massachusetts y Hampton Beach, Nuevo Hampshire y muestra fragmentos de videos familiares de Cena. Este video fue lanzado en el DVD, SummerSlam 2005 y en su película "My Life".